# ستيفن إل. نيل
ستيفن إل. نيل (بالإنجليزية: Stephen L. Neal)‏ هو سياسي أمريكي، ولد في 7 نوفمبر 1934 في وينستون-سالم في الولايات المتحدة. حزبياً، نشط في الحزب الديمقراطي. في انتخابات مجلس النواب الأمريكي 1990 ‏، انتخب عضو مجلس النواب الأمريكي عن دائرة North Carolina's 5th congressional district ‏ وقد انضم خلال فترته النيابية ‏ (3 يناير 1991 – 3 يناير 1993)  للكتلة البرلمانية الحزب الديمقراطي وفي انتخابات مجلس النواب الأمريكي 1992 ‏، انتخب عضو مجلس النواب الأمريكي عن دائرة North Carolina's 5th congressional district ‏ وقد انضم خلال فترته النيابية ‏ (5 يناير 1993 – 3 يناير 1995)  للكتلة البرلمانية الحزب الديمقراطي وانتخب عضو مجلس النواب الأمريكي عن دائرة North Carolina's 5th congressional district ‏ (3 يناير 1975 – 3 يناير 1995).